# تپه سیمانی علیا
تپه سیمانی علیا مربوط به مس و سنگ است و در شهرستان اسلام‌آباد غرب، بخش مرکزی، دهستان حومه شمالی، ۲۵۰ متری شمال شرقی روستای سیمانی علیا واقع شده و این اثر در تاریخ ۲۶ اسفند ۱۳۸۷ با شمارهٔ ثبت ۲۵۵۷۳ به‌عنوان یکی از آثار ملی ایران به ثبت رسیده است.